# فريدريك طومسون (ممثل)
فريدريك طومسون (بالإنجليزية: Fred Thomson)‏ هو عالم عقيدة ومنافس ألعاب القوى وممثل أمريكي، ولد في 26 فبراير 1890 بباسادينا في الولايات المتحدة، وتوفي في 25 ديسمبر 1928 بلوس أنجلوس في الولايات المتحدة بسبب كزاز.

## وصلات خارجية
- فريدريك طومسون على موقع IMDb (الإنجليزية)
- فريدريك طومسون على موقع أول موفي (الإنجليزية)
- فريدريك طومسون على موقع قاعدة بيانات الفيلم (الإنجليزية)